# Перевал (річка, протока)
Перевал — річка в Україні, ліва притока Самарчика (правого рукава Самари) до затоплення Дніпровською ГЕС території Самарських плавнів. Після ж стала протокою Самари, з'єднавши Самарчик та річку Піскувату.

## Назва
Слово «перевал» має значення найнижчого і найдоступнішого для переходу місця, тобто переходити «вал» або «перевалювати». Саме ж слово «вал» має одне із значень — «висока хвиля». Тобто топонім має значення — «Переходити через хвилю».
Від топоніму походить назва одного із мікрорайонів Новомосковська — Перевал.